# Заговор за държавен преврат в Германия (2022)
На 7 декември 2022 г. 25 членове на крайнодясна терористична група са арестувани за предполагаемо планиране на държавен преврат в Германия. Групата, наречена „Патриотичен съюз“ (Patriotische Union) или „Съветът“ (Der Rat) е германска крайнодясна екстремистка райхсбюргерска група. Тя има за цел да възстанови монархическото правителство в Германия в традицията на Германската империя. Твърди се, че имат намерения да предизвикат хаос и гражданска война в Германия, за да вземат властта.
Над 3 000 полицаи и специални сили претърсват 130 адреса в цяла Германия и извършват арести, включително на Хайнрих Ройс, потомък на Дом Ройс, както и бившия депутат от Алтернатива за Германия Биргит Малсак-Винкеман. В групата са включени и действащи военни и полицаи. Операцията се смята за най-голямата в историята на Германия, а главният прокурор Петер Франк ги обявява за терористична организация.

## Участници
Прокурорите съобщават, че приблизително повече от 50 организатори са членове на движението Райхсбюргер, група от крайнодесни, които отхвърлят Германия и искат да се върнат към ситуацията от времето на Германската империя (или „Втория райх“), и които са свързани с насилие и антисемитизъм. Съобщава се, че сред заговорниците има последователи на QAnon и отричащи COVID-19. Групата е разделена на зони на отговорност. Федералният прокурор има 52 заподозрени и арестува 25 от тях.
Групировката включва и няколко бивши членове на командването на специалните сили, включително бивш щабен сержант от парашутния батальон на Бундесвера, Рюдигер фон Пескаторе. Рюдигер фон Пескаторе е трябвало да ръководи "военното рамо" на групата. Федералният прокурор описва фон Пескаторе заедно с Хайнрих Ройс като "водач". Говори се, че Фон Пескаторе се е опитал да вербува полицаи и войници. Членовете също включват бивш оберст Максимилиан Едер, бивш офицер от криминална полиция Михаел Фрих от Хановер и бивш оберст Петер Вьорнер от Байройт.
Адвокат и съдия в провинция Берлин, Биргит Малсак-Винкеман, е определена за бъдещ „министър на правосъдието“. Тя е в германския Бундестаг от 2017 до 2021 г. от Алтернатива за Германия и е арестувана на 7 декември 2022 г.
Според Der Spiegel "Патриотичен съюз" е разполагала с "необичайна сума пари", с която е закупила оръжия, както и сателитни телефони. Един от имотите, обискирани от полицията, Jagdschloss Waidmannsheil в Бад Лобенщайн, който принадлежи на предполагаемия лидер Ройс, служи като бизнес адрес на няколко компании, свързани с базираната в Лондон фирма за управление на активи Heinrich XIII. Prinz Reuß & Anderson & Peters Ltd.

## Идеология и цели
Предполагаемата цел е да се установи монархическо правителство, подобно на Германската империя от 1871 г. От ноември 2021 г. се твърди, че мрежата е планирала въоръжена атака срещу Бундестага, както и публични арести на политици, за да предизвика обществени вълнения. „Патриотичният съюз“ приема, че части от германските органи за сигурност биха показали солидарност с техните усилия, което би довело до „преврат“ и би позволило на групата да вземе властта.
Известно е, че групата е дясна и редовно насърчава антисемитска идеология. Планираният преврат включва щурм на Райхстага, сградата на германския парламент, вдъхновен от щурма на Капитолия в САЩ на 6 януари от 2021 г.

## Разследвания и арести
Германските полицейски власти разследват групата от пролетта на 2022 г. Тя се състои и от части от радикализираното германско движение Querdenken. Ройс е отправната точка за разследванията, които са извършени от Федералната служба на криминалната полиция (BKA) под името "Сянка". Освен това са включени няколко държавни служби за криминално разследване и държавни органи за защита на конституцията. Германските власти заявяват, че превратът е бил планиран от ноември 2021 г. и е щял да бъде насилствено, терористично сваляне на сегашното правителство. Полицията за първи път научава за тях през април 2022 г., когато арестува членове на така наречените „Обединени патриоти“, за които се твърди, че са планирали да отвлекат Карл Лаутербах, федералният министър на здравеопазването на Германия. През септември 2022 г. започват внимателно наблюдение на 52 заподозрени.
Около 3 000 полицейски служители участват в операциите по арестуването на заговорниците, които идват главно от южните германски провинции Бавария и Баден-Вюртемберг, но и в 9 други германски провинции и в Австрия и Италия. Сред арестуваните има аристократи, бивш депутат, както и бивши и действащи военни.